# Abutilon theophrasti
Abutilon d'Avicenne, abutilon de Théophraste, abutilon à fleurs jaunes
Espèce
Classification phylogénétique
Abutilon theophrasti, appelé abutilon d'Avicenne, abutilon de Théophraste ou abutilon à fleurs jaunes, est une espèce de plantes dicotylédones de la famille des Malvaceae, originaire d'Asie.
C'est une plante herbacée annuelle cultivée pour ses fibres textiles, qui produit de grandes quantités de graines et est surveillée pour son caractère envahissant dans plusieurs pays ; elle a de plus démontré une action négative sur certaines cultures telles que le soja ou le maïs.
C'est une des pires mauvaises herbes des cultures, notamment en Amérique du Nord.

## Description

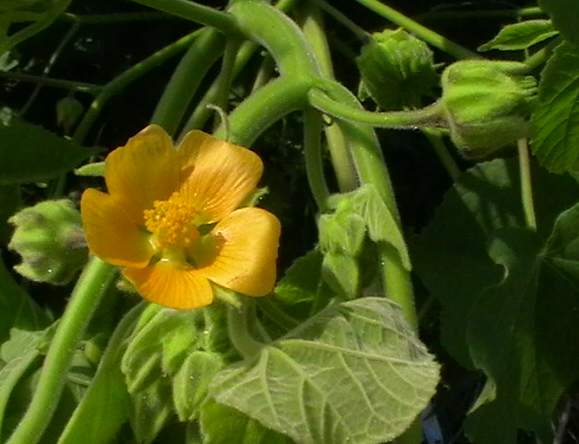
Fleurs et feuilles d’Abutilon theophrasti.

### Appareil végétatif
Cette plante herbacée a un port dressé et mesure de 50 à 200 cm de hauteur. Ses tiges finement velues sont rarement ramifiées, sauf aux extrémités. Les grandes feuilles cordiformes lancéolées sont veloutées, à bordure plus ou moins profondément dentée. Elles mesurent de 4 à 17 cm de longueur pour 5 à 20 cm de largeur. La racine, d'abord de type pivotant, développe par la suite quelques racines latérales. 

### Appareil reproducteur

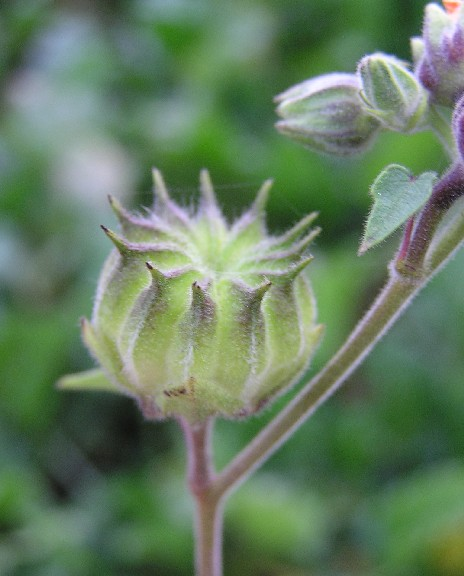
Fruit dAbutilon theophrasti.

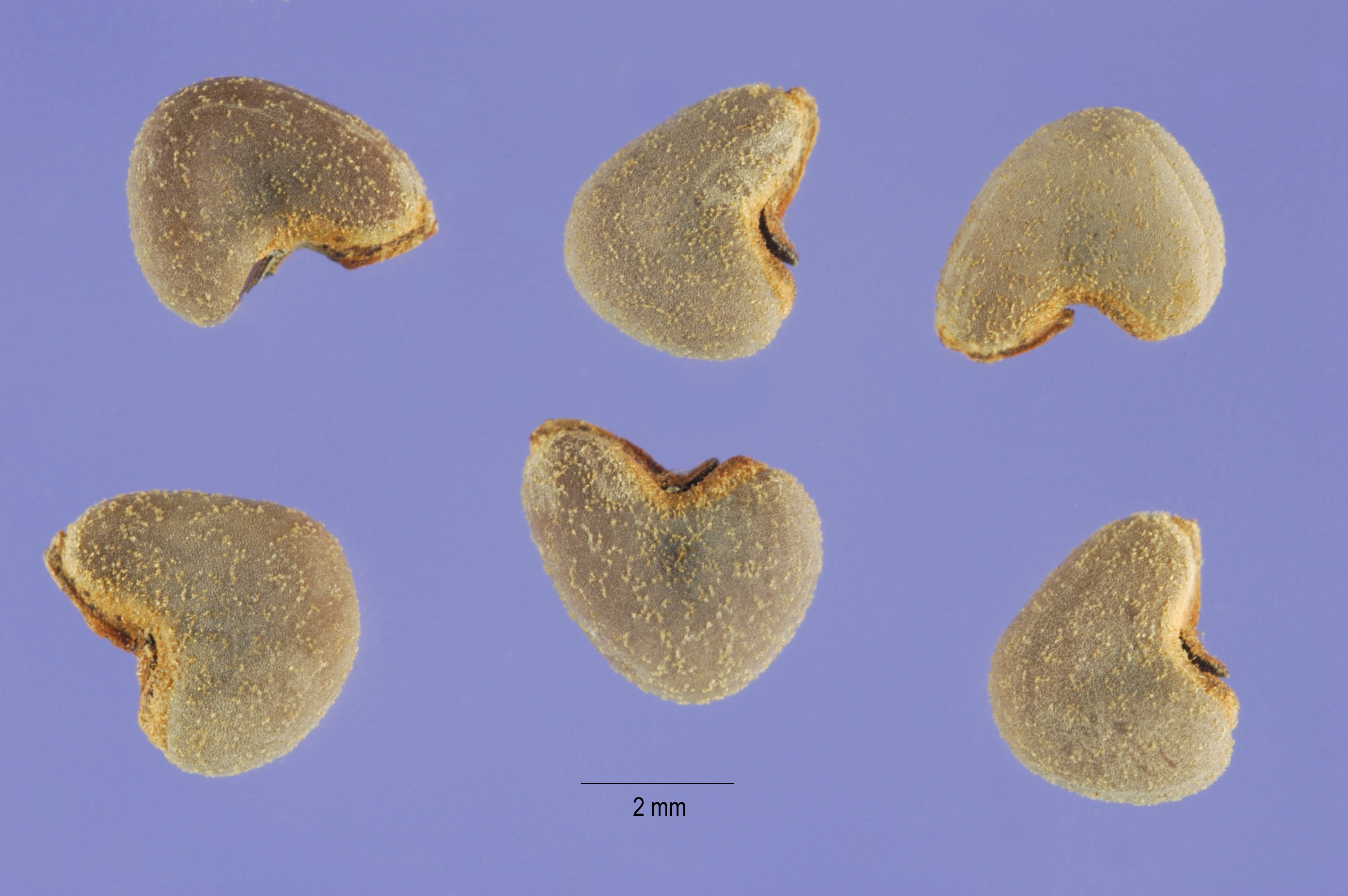
Graines dAbutilon theophrasti vues à la loupe binoculaire x20.

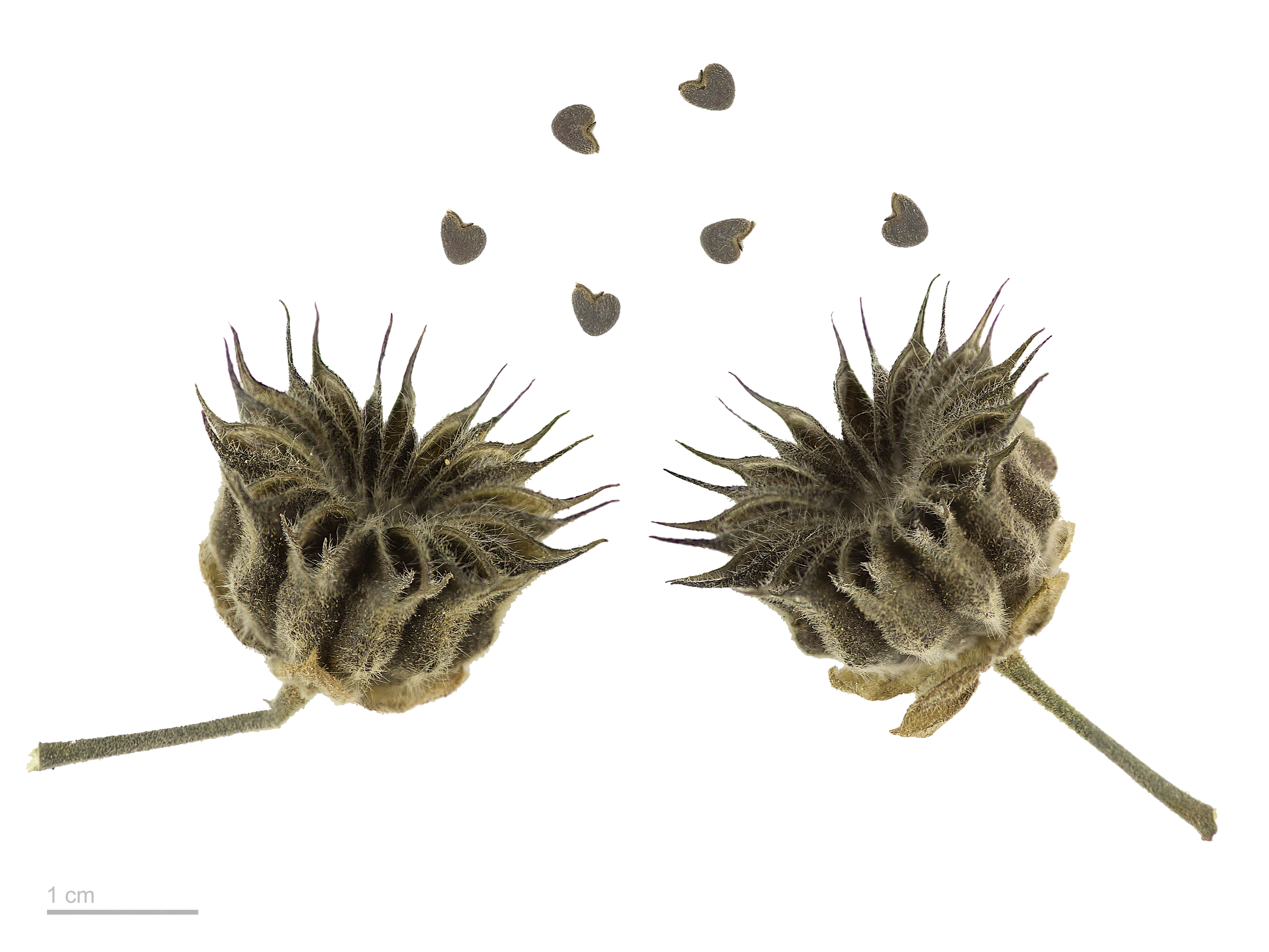
Abutilon theophrasti au Muséum de Toulouse.

Cette espèce ne se reproduit dans les conditions naturelles que par voie sexuée.
Les fleurs jaunes ou jaune orangé sont solitaires ou en petits bouquets à l'aisselle des feuilles. Leur corolle mesure entre 2 et 4 cm de diamètre et est portée par un pédoncule plus court que les pétioles des feuilles. Le calice velu présente cinq sépales soudés à la base. La corolle comprend cinq pétales jaune-orangé. Les étamines, nombreuses, sont soudées au niveau de leur filet. 
La pollinisation peut être assurée par le vent, mais elle est le plus souvent assurée par les insectes.
Les fruits velus sont des schizocarpes ressemblant à un follicule ou à une capsule. Ils sont composés de 12 à 15 méricarpes disposées en couronne, soudés à la base, noirâtres à maturité et qui persistent sur les tiges dénudées en fin de saison. Chaque méricarpe contient au moins deux graines.
Les graines, de couleur grisâtre, sont globalement de forme ovoïde mais comportent une encoche qui leur confère un aspect réniforme ; les faces latérales sont aplaties et même légèrement concaves. Elles mesurent de 3,0 et 3,5 cm × de 2,8 et 3 mm. Leur surface est globalement lisse. Sachant qu'il y a entre 35 et 45 graines par capsule et entre 70 et près de 200 capsules par individu, l'INRA estime que la production de graines en une saison par un seul individu varie entre 7 000 et 17 000 environ.

## Répartition et habitat
Cette plante, originaire du centre-sud de l'Asie (notamment de l'ouest de la Chine), s'est répandue sur le globe terrestre par l'action de l'homme. L'introduction dans d'autres pays a parfois été intentionnelle, car Abutilon theophrasti est une source de fibres textiles, mais elle a parfois été accidentelle, par des lots de produits végétaux (foin, paille, graine, etc.) contaminés par des graines d’abutilon.
Elle pousse en terrain dégagé, dans les terrains vagues ou en friche, sur les bords de route, dans les prairies, les champs cultivés ou les jardins.

## Rôle écologique
C'est une plante thérophyte des sols vaseux, hydromorphes, subissant donc un déficit en dioxygène durant la longue période d'inondation, après quoi se déroule un dessèchement extrême. L'absence de dioxygène provoque la libération d'une forme réduite des nitrates, très mobiles et toxiques, les nitrites, leur présence contribuant à la levée de dormance des graines. En l'absence de dioxygène, de nombreux autres composés acquièrent aussi ces formes réduites toxiques par accumulation. De telles conditions étant très spécifiques, la plante reste rare en milieu naturel et ne menace absolument pas la richesse en espèces indigènes. L'envahissement par cette plante est toujours provoqué, et de fait, puisque c'est exclusivement une plante envahissante dans les cultures mal conduites.
Elle a un caractère envahissant depuis quelques années dans les cultures intensives de maïs irrigué, où elle retrouve ses conditions de levée de dormance sur de vastes surfaces, les cultures se retrouvant donc jugulées.
Ces conditions sont donc celles retrouvées dans la vase, ce qui, pour un sol agricole, s'entend par la mort du sol : l'hydromorphie (l'engorgement en eau et le compactage) provoquant des anaérobioses totales, qui tuent les organismes aérobies, et qui créent les conditions pour la libération notamment de méthane par dégradation anaérobie de la matière organique du sol, d'hydrogène sulfuré, et de phosphines (puanteur et toxicité de la vase donc), ces conditions réductrices faute d'une bonne circulation de l'air, faute de porosité donc d'activité biologique normale du sol, permettent l'apparition de composés sous des formes dites réduites donc très solubles et mobile, d'où des accumulations toxiques. Le complexe argilo-humique est détruit. C'est une plante envahissante pour les milieux où les pratiques de culture sont destructrices des sols, où les conditions telles que l’anaérobiose, l’hydromorphie, pollution, etc., sont fabriquées. Une présence de plus en plus forte indique une destruction de sol de plus en plus grave et irréversible.
Elle produit une grande quantité de graines dont l'enveloppe est très résistante, et qui restent longuement dans la banque de graines du sol, du fait de leur durée de dormance élevée (un an). Ces graines peuvent persister une cinquantaine d’années au sec ; dans le sol, des études menées par différents laboratoires donnent pour le moment des résultats trop inégaux pour en tirer des généralités. Tout ceci procure aux graines la capacité d'avoir une levée de dormance à la fois continuelle et explosive tant que les conditions sont remplies, et tant qu'il y a des graines à la surface. Un labour profond qui pourrait faire office de palliatif ne ferait que dégrader davantage la structure du sol.
Abutilon theophrasti a démontré une action allélopathique négative sur les cultures de soja, radis, et maïs notamment.
En Amérique du Nord, ses graines sont consommées par les colins.
Elle compte parmi les plantes les plus mellifères qui soient.

## Nomenclature et systématique

### Taxonomie
Cette espèce a été scientifiquement décrite pour la première fois en 1787 par le médecin et botaniste allemand Friedrich Kasimir Medikus dans son ouvrage Ueber einige künstliche Geschlechter aus der Malven-Familie, denn der Klasse der Monadelphien.

### Synonymes
Cette espèce a connu plusieurs appellations synonymes, mais qui ne sont plus valides de nos jours:
- Abutilon avicennae Gaertn., 1791
- Abutilon behrianum F.Muell., 1855
- Abutilon pubescens Moench, 1794
- Malva abutilon (L.) E.H.L.Krause, 1901
- Sida abutilon L., 1753
- Sida tenax Salisb., 1796
- Sida tiliaefolia Fisch., 1808

### Liste des variétés
Selon Tropicos (5 juin 2016) (Attention liste brute contenant possiblement des synonymes) :
- variété Abutilon theophrasti var. chinense (Skvortsov) S.Y. Hu
- variété Abutilon theophrasti var. nigrum (Skvortsov) S.Y. Hu

### Noms vernaculaires
- Abutilon d'Avicenne, abutilon de Théophraste, abutilon ordinaire, abutilon à fleurs jaunes, fausse guimauve jaune, jute de Chine[12],[13].

## Culture du «jute de Chine»
Abutilon theophrasti est une plante prolifique, à croissance rapide, qui a été et est encore cultivée en Chine comme source de fibres textiles. Ces dernières, récupérées après rouissage, sont utilisées pour fabriquer des cordes ou des textiles grossiers (notamment des couvertures pour le bétail ou des manteaux contre la pluie).